# 王旭 (唐朝)
王旭（7世纪—725年），出于乌丸王氏，太原祁县（今山西省祁县）人，唐朝官员。王珪曾孙，王敬直的侄孙，王焘的弟弟。
武周时担任兖州兵曹参军。神龙元年（705年），张柬之等诛张易之、张昌宗兄弟，他自行处决张昌宗之兄张昌仪，持首级赴东都，于是转任并州录事参军。唐隆元年（710年），李隆基诛韦后，他又斩杀韦后党羽周仁轨，持其首赴西京邀功。开元二年（714年），官至左台侍御史。审理光禄少卿卢崇道私逃案，制造冤狱数十人，株连甚广，朝野官员对他既害怕又鄙视。开元五年（717年），担任左司郎中，兼侍御史。刑具酷烈，囚犯被逼认罪。与监察御史李嵩、李全交为官严酷，京师人称“三豹”。曾审讯剑南令赃罪，杀县令而逼奸其妻，并贪赃数百万。县令的弟弟纪希虬是宁王李成器的属官，派家仆搜集王旭贪污的证据，向宁王告发。于是王旭因贪赃罪，贬为龙平尉，愤恨而死，人皆称快。